# جزيرة نوردروق

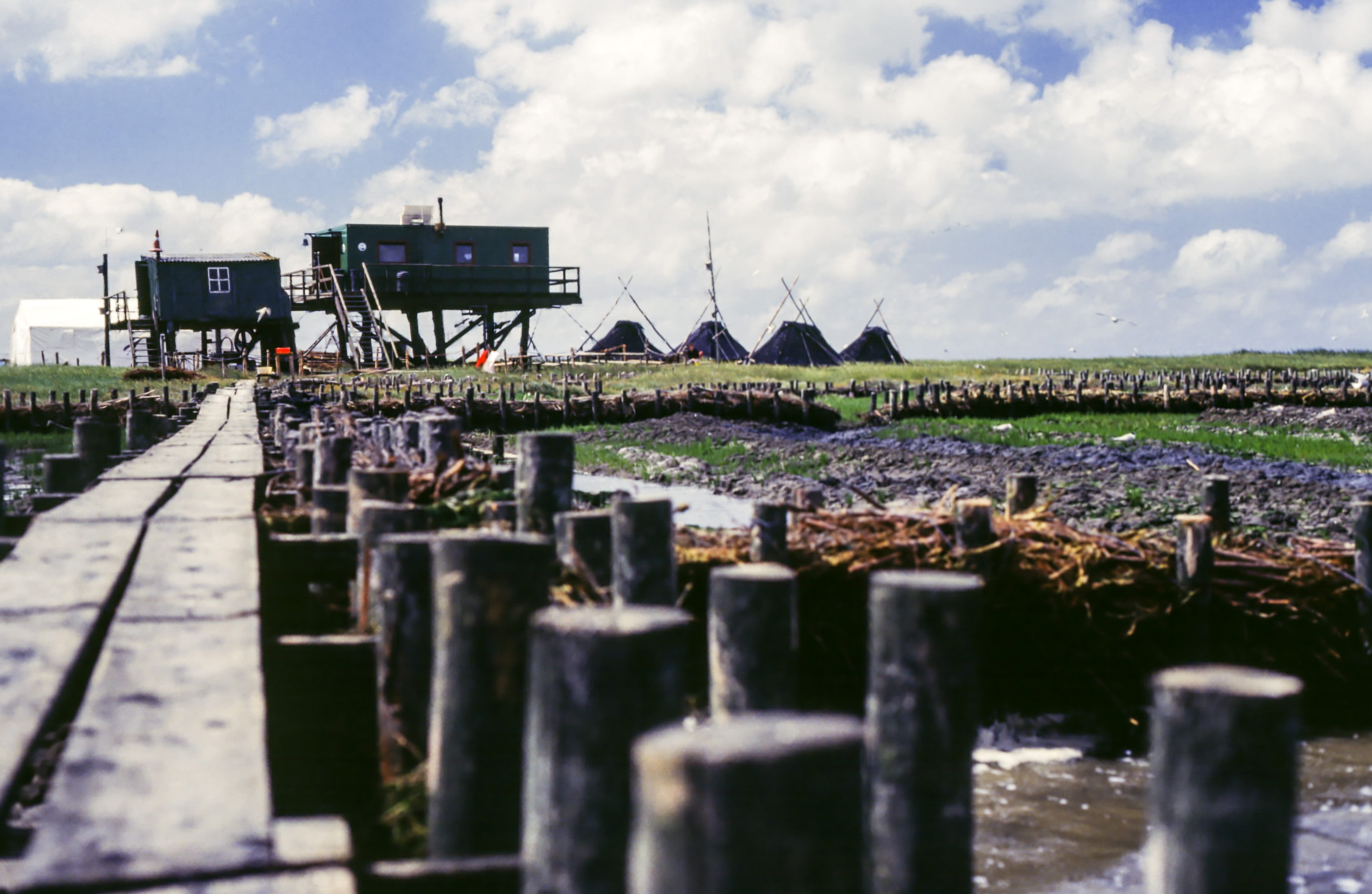
جزيرة نوردروق

جزيرة نوردروق، (الإنجليزية:Norderoog) هي واحدة من جزر الفريزية الألمانية الشمالية في بحر وادن، والتي هي جزء من بحر الشمال قبالة سواحل ألمانيا. جزء من بلدية Hooge ، الجزيرة تنتمي إلى منطقة نوردستراند.
يتم احتلالها مؤقتا فقط من قبل حراس الطيور من مارس إلى أكتوبر. ويطلق على كوخ ملجأ في الطرف الشمالي الشرقي ينس جدار الكوخ جميع التي بنيت على ركائز متينة لحمايتها من الفيضانات. تم غسل terp السابق بعيدا. لقد كان موقع العديد من الدراسات البيئية.